# Пеикани (Васлуј)
Пеикани (рум. Peicani) насеље је у Румунији у округу Васлуј у општини Гађешти. Oпштина се налази на надморској висини од 58 m.

## Становништво
Према подацима из 2002. године у насељу је живело 630 становника, од којих су сви румунске националности.